# Prudencia Grifell
Prudencia María Victoria Grifell Masip (Lugo, Galicia, 22 de diciembre de 1876-Ciudad de México, 7 de junio de 1970), conocida como Prudencia Grifell, fue una actriz y comediante española. Participó en el teatro de revista en Venezuela, España y México. A una edad avanzada, incursionó en el cine y televisión mexicana.

## Biografía y carrera

### 1876-1904: primeros años y matrimonio
Prudencia María Victoria Grifell Masip nació el 22 de diciembre de 1876 en Lugo, Galicia, siendo hija de Antonino Grifell, y Josefa Masip. Comenzó su carrera como actriz de teatro de revista en 1890, en una zarzuela en Caracas, Venezuela, país a donde viajó con sus padres. Allí conoció al actor Francisco Martínez de Bujanda, con quien se casó para posteriormente regresar España en 1899. Juntos procrearon cinco hijos, Pepito, Enrique, Amparo, Maruja y Dolores Martínez Grifell, todos actores.

### 1904-1942: giras actorales y guerra civil española
Llegó a México en 1904, y durante tres años cosechó grandes éxitos en el teatro, también trabajó en Cuba; fue tiple cómica y trabajó en zarzuelas y operetas. Con Esperanza Iris y María Conesa, formaron el grupo Las Tres Gracias, presentándose en el Teatro Principal. En 1917, formó su propia compañía de teatro y participó en obras de diversos géneros, Amores y amoríos, Abuelita, ¿tú también?, La garra, La malquerida y Los árboles mueren de pie, por mencionar algunas. Hizo varias giras teatrales por distintos países de América, visitó también Cuba junto con su esposo Francisco. En su compañía teatral desfilaron figuras como María Tereza Montoya, Esperanza Iris, María Conesa y Sara García, entre muchos otros.
Actúan, en enero de 1936 Prudencia Grifell y su hija Amparo en Albacete España, con la Compañía Dramática Guerrero-Díaz de Mendoza, en las obras El abanico de Lady Windermere, El caudal de los hijos, Una conquista difícil, La niña boba o Buen maestro es amor, El perro del hortelano, La plancha de la marquesa y La ráfaga.
Por motivos de la guerra civil española, fue exiliada y emigró a México cerca de 1942, país al que consideraba su segunda patria por haber vivido ahí parte de su juventud.

### 1943-1969: emigración y establecimiento en México
Asentada en México, debutó en el cine con la película Internado para señoritas. Con Sara García, formó un dueto actoral en Las señoritas Vivanco y El proceso de las señoritas Vivanco (1958 y 1959 respectivamente); ya lo habían hecho antes en 1955, en La tercera palabra, de Julián Soler, interpretando a las tías de Pedro Infante. 
En la década de los sesenta, trabajó en numerosas producciones para la radio y la televisión, destacándose el clásico melodrama Corona de lágrimas (1965). En 1969, participó en ¿Por qué nací mujer?, siendo esta la última película que filmó.

## Muerte
El 7 de junio de 1970, Grifell falleció en Ciudad de México a los 93 años de edad, a causa de un paro cardíaco, un bloqueo auriculoventricular, cardioesclerosis, y artritis degenerativa. Su cuerpo fue enterrado en la parcela de la Asociación Nacional de Actores (ANDA) del Panteón Jardín, ubicado en la misma ciudad; cabe destacar que su acta de defunción menciona erróneamente que murió a los 87 años.

## Filmografía

### Cine

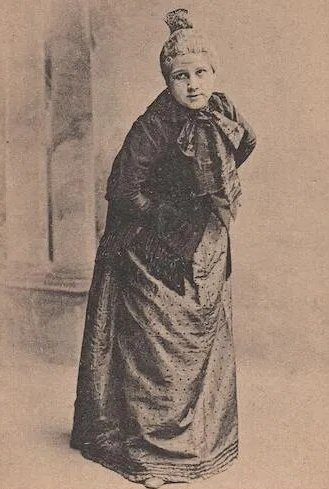
Grifell, c. 1904.

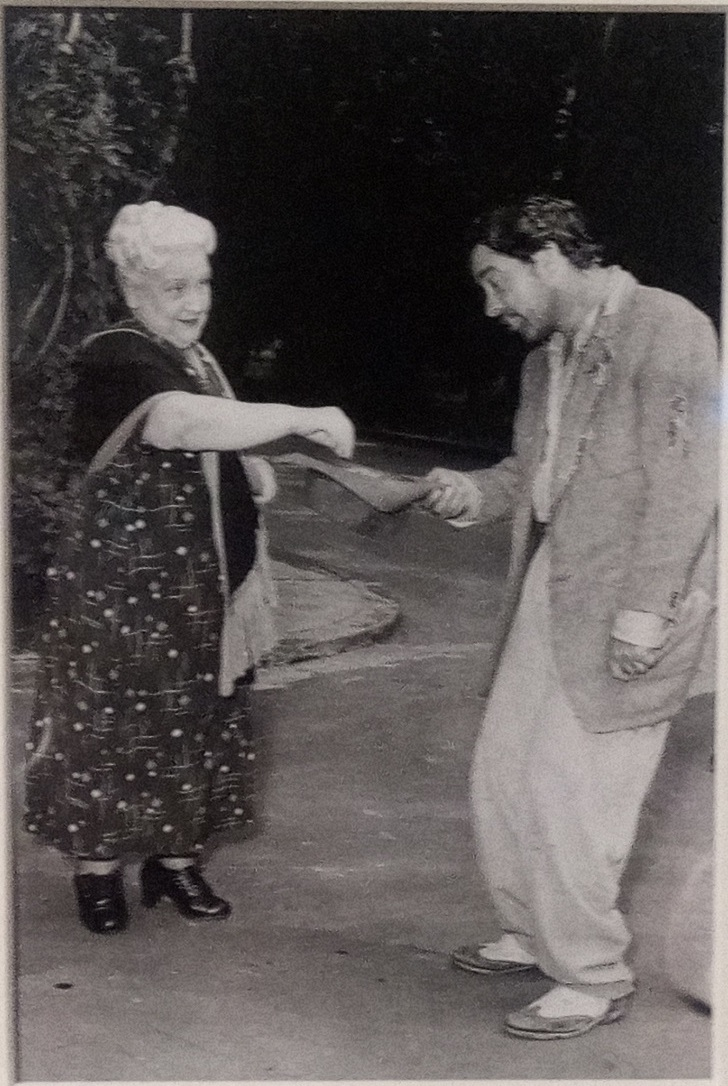
Con Tin Tan en Escuela para suegras (1958).

- ¿Por qué nací mujer? (1970) ... Doña Rosa
- La Constitución (1970) Telenovela .... Doña Amanda Pérez Lozano y Arredondo
- Los valses venían de Viena y los niños de París (1966)
- El señor doctor (1965)
- Corona de lágrimas (1965-1966) Telenovela .... Refugio Moncada Vda. de Chavero "Doña Cuca"
- La cobarde (1962) Telenovela .... Doña Irene
- Caperucita y sus tres amigos (1961) .... Abuelita
- Senda prohibida (1961)
- ¡Mis abuelitas... no más! (1961) .... Paz
- El proceso de las señoritas Vivanco (1961)
- La leona (1961) Telenovela
- Niebla (1961) Telenovela
- La hermana blanca (1960)
- La caperucita roja (1960) .... Abuelita
- La sombra del caudillo (1960) .... Madam
- Pensión de mujeres (1960) TV series
- Las señoritas Vivanco (1959) .... Teresa Vivanco
- México nunca duerme (1959) .... Abuela
- La sonrisa de la Virgen (1958) .... Doña María, abuelita de Marita
- El hombre que me gusta (1958) .... Doña Rosa
- Raffles (1958)
- Préstame tu cuerpo (1958)
- Escuela para suegras (1958) .... (como Prudencia Griffel)
- Mi desconocida esposa (1958)
- Horas de agonía (1958) .... (como Prudencia Griffell)
- Pepito y el monstruo (1957)
- Pies de Gato (1957).... Agustina
- El organillero (1957)
- Sublime melodía (1956) .... Doña Irene Angustias García Medina de López Mendía
- Pensión de artistas (1956)
- La tercera palabra (1956) .... Angelina
- ¡Viva la juventud! (1956) (sin screditar)
- Cara de ángel (1956)
- Los bandidos de Río Frío (1956) .... Agustina
- Tres melodías de amor (1955)
- Después de la tormenta, subtítulo: Isla de lobos (1955)
- La fuerza del deseo (1955) (como Prudencia Griffel) .... Juana
- El caso de la mujer asesinadita (1955)
- El plagiario (1955)
- El asesino X (1955) (como Prudencia Griffel)
- El monstruo en la sombra (1955)
- Al diablo las mujeres o Por culpa de una mujer (1955)
- Necesita un marido (Me lo dijo Adela) (1955)
- Una mujer en la calle (1955) .... Nena
- Prisionera del pasado (1954)
- Un minuto de bondad (1954)
- Cuando me vaya (1954)
- La ladrona (1954)
- Los dineros del diablo (1953)
- La sexta carrera (1953)
- Las infieles (1953/I)
- Siete mujeres (1953)
- Mujeres que trabajan (1953)
- Póker de ases (1952) (como Prudencia Grifell)
- Sor Alegría (1952) .... Sor Úrsula
- El genial Detective Peter Pérez (1952) .... Esperanza
- El ruiseñor del barrio (1952) .... Eugenia Castillejos
- Aquellos ojos verdes (1952)
- Dos caras tiene el destino (1952)
- Mi adorado salvaje (1952)
- Lodo y armiño (1951)
- María Cristina (1951)
- Los huéspedes de La Marquesa (¡Que rico mambo!) (1951)
- Historia de un corazón (1951) .... Directora del colegio
- Peregrina (1951)
- Recién casados... no molestar (1951)
- Casa de vecindad (1951) .... Doña Leonor
- Entre tu amor y el cielo (1950)
- El ciclón del Caribe (1950)
- Inmaculada (1950) .... Dona Rosa
- Sobre las olas (1950) .... Calixta Gutiérrez de Alfaro
- Esposa o amante (1950)
- Nuestras vidas (1950)
- La dama del alba (1950) .... María
- Ladronzuela (1949) .... Mamá Lucha
- Nosotros los rateros (1949)
- El miedo llegó a Jalisco (1949)
- Otoño y primavera (1949)
- Contra la ley de Dios (1949)
- La casa de la Troya (1948) (sin acreditar) .... Doña Generosa
- Barrio de pasiones (1948)
- Soledad (1947)
- El amor abrió los ojos (1947)
- Los nietos de Don Venancio (1946) (como Prudencia Griffel)
- Una sombra en mi destino (1946)
- La culpable (1946)
- Corazones de México (1945)
- Sierra Morena (1945)
- Adulterio (1945) .... Doña Lupita
- Viejo nido (1944)
- El globo de Cantoya (1943)
- Internado para señoritas (1943)

### Televisión
- La Constitución (1970) .... Doña Amanda
- Una plegaria en el camino (1969)
- Estafa de amor (1968) .... Doña Rosa
- Sonata de otoño (1966) .... Doña Paz
- El despertar (1966) .... Doña Remedios
- Las abuelas (1965) .... Doña Prudencia
- Corona de lágrimas (1965) .... Refugio Moncada Vda. de Chavero "Doña Cuca"
- Tres caras de mujer (1963) .... Doña Remedios
- Borrasca (1962)
- La cobarde (1962)
- La madrastra (1962)
- Estafa de amor (1961)

## Premios

### Premios Ariel
| Año  | Categoría            | Trabajo nominado      | Resultado | Ref.  |
| ---- | -------------------- | --------------------- | --------- | ----- |
| 1956 | Ariel a mejor actriz | Una mujer en la calle | Ganadora  | [ 5 ] |